# Кузьменко Юрій Олександрович
Юрій Олександрович Кузьменко (25 травня 1949 — 12 липня 2024) — радянський і російський кіноактор, кінорежисер, сценарист, кінопродюсер.

## Біографія
Юрій Кузьменко народився 25 травня 1949 року у Харкові. У 1971 році закінчив факультет іноземних мов Харківського державного університету.

## Вибіркова фільмографія[3]

### Актор
- «Ваші права?» (1974)
- «Спадкоємці» (1974)
- «Рейс перший, рейс останній» (1974)
- «Дні хірурга Мішкіна» (1976)
- «Корінь життя» (1977)
- «Коли поряд чоловік» (1977)
- «Фортеця» (1978)
- «Осіння історія» (1979)
- «І прийде день...» (1979)
- «Друге народження» (1980)
- «Крупна розмова» (1980)
- «Велика — мала війна» (1980)
- «Бережіть жінок» (1981)
- «Лебеді у ставку» (1982)
- «Ґран-па» (1985)
- «Опік» (1988)
- «Одна неділя» (1988)
- «Артефакт» (2009) та ін.

### Режисер-постановник
- «Малявкін і компанія» (1986)
- «Літо на пам'ять» (1987)
- «Шереметьєво-2» (1990)
- «Джокер» (1991)
- «Дафніс і Хлоя» (1993)
- «Далекобійники» (2000—2001, т/с, у співавт.) та ін.

### Сценарист
- «Далекобійники 3» (2012, т/с) та ін.